# Расширители

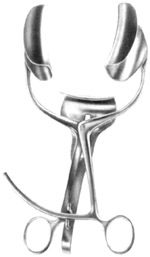
Ранорасширитель с кремальерой трёхстворчатый

Расширители — хирургические инструменты, облегчающие доступ к органу путём разведения краев раны и удерживания их в определенном положении. Без применения этих инструментов не обходится почти ни одна операция.

## Крючки

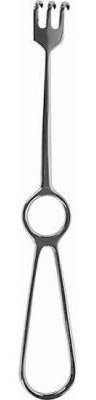
Крючок хирургический по Фолькману трехзубый острый.

Крючки — зубчатые ранорасширители, рабочая часть которых выполнена в виде изогнутой вилки, состоящей из разного числа зубцов. Различают одно-, двух-, трех- и четырехзубые крючки. В зависимости от заострения зуба изготавливают тупые и острые крючки. Размеры крючков зависят от их назначения: для косметических операций изготавливают миниатюрные крючки, а для полостных — крючки большей величины. Широкое распространение получили крючки в виде двухсторонней, загнутой с обеих сторон, пластины — крючки Фарабефа. Они имеют различную длину загнутых сторон. Их используют для разведения ран, полостей, отведения внутренних органов.

## Зеркала

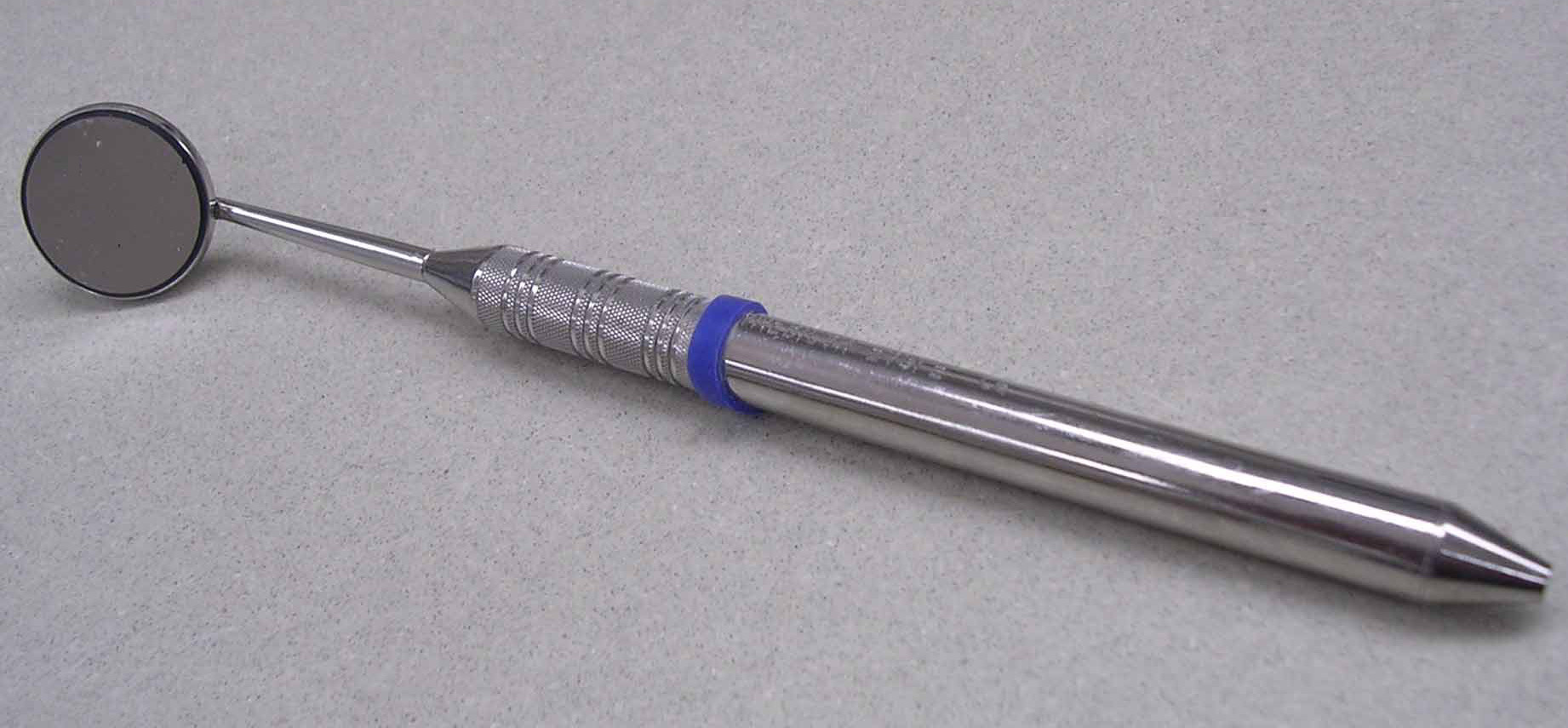
Стоматологическое зеркало для осмотра полости рта и зубов

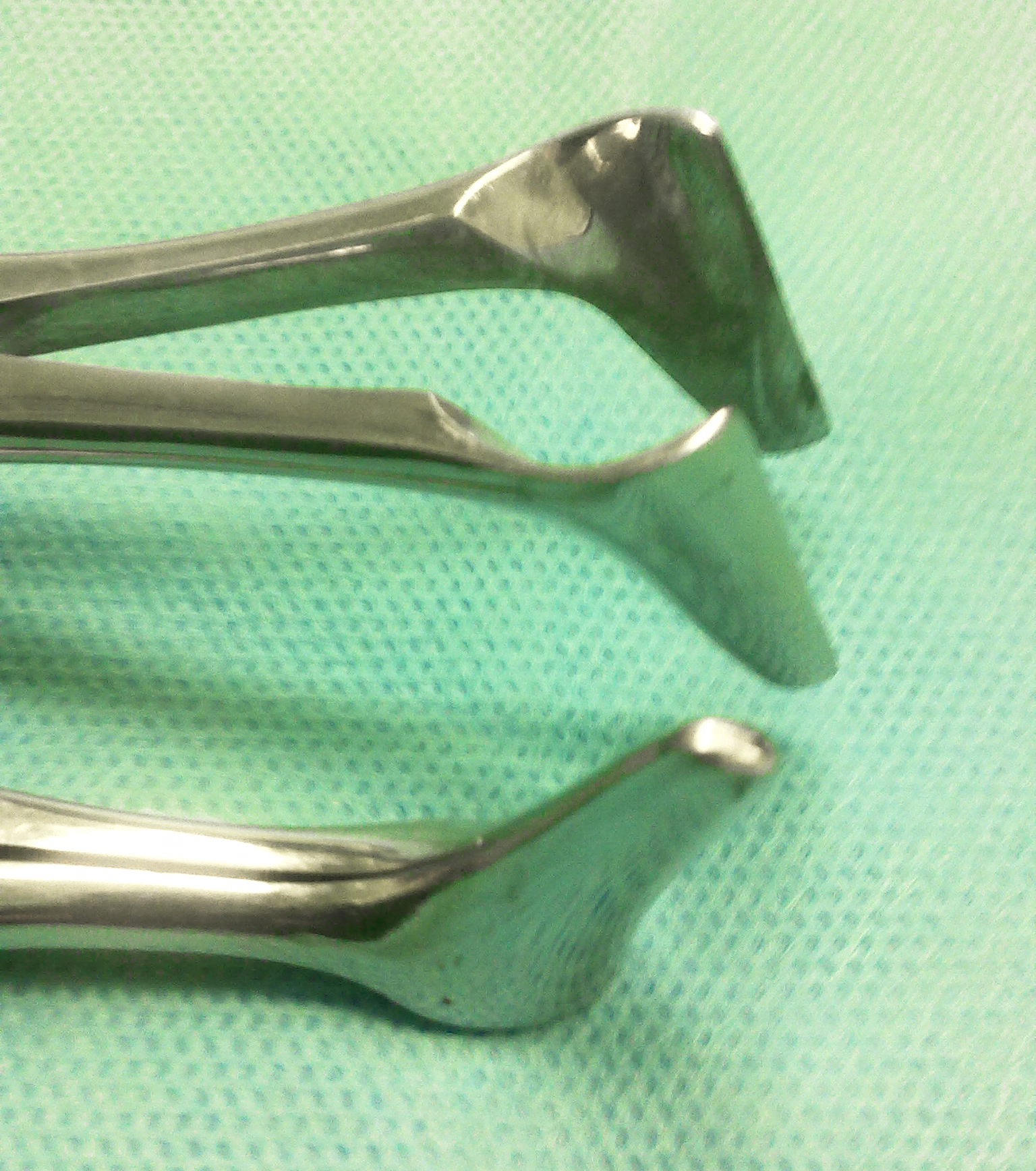
Носовое зеркало для осмотра полости носа

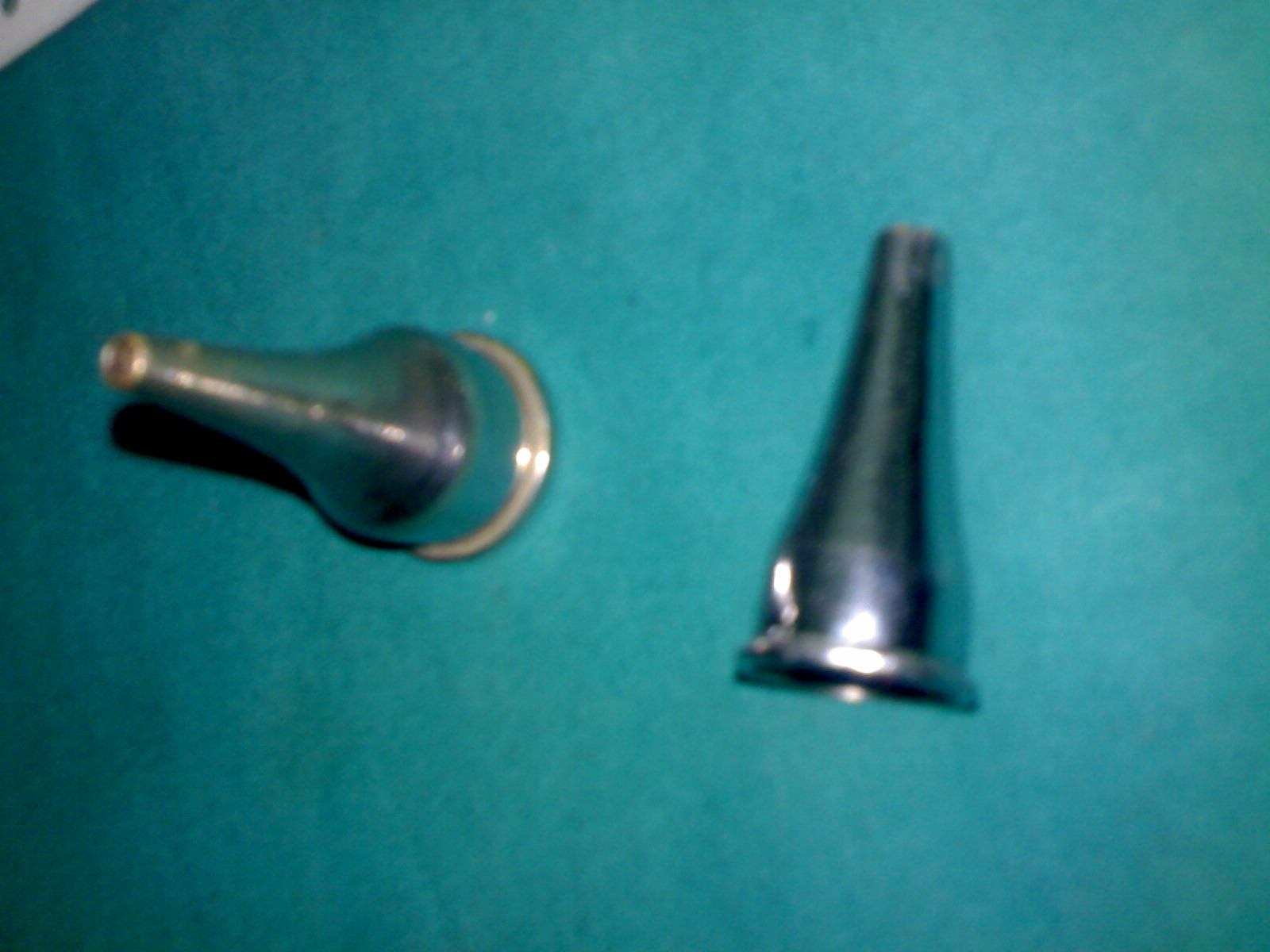
Ушное зеркало для осмотра наружного слухового прохода и барабанной перепонки

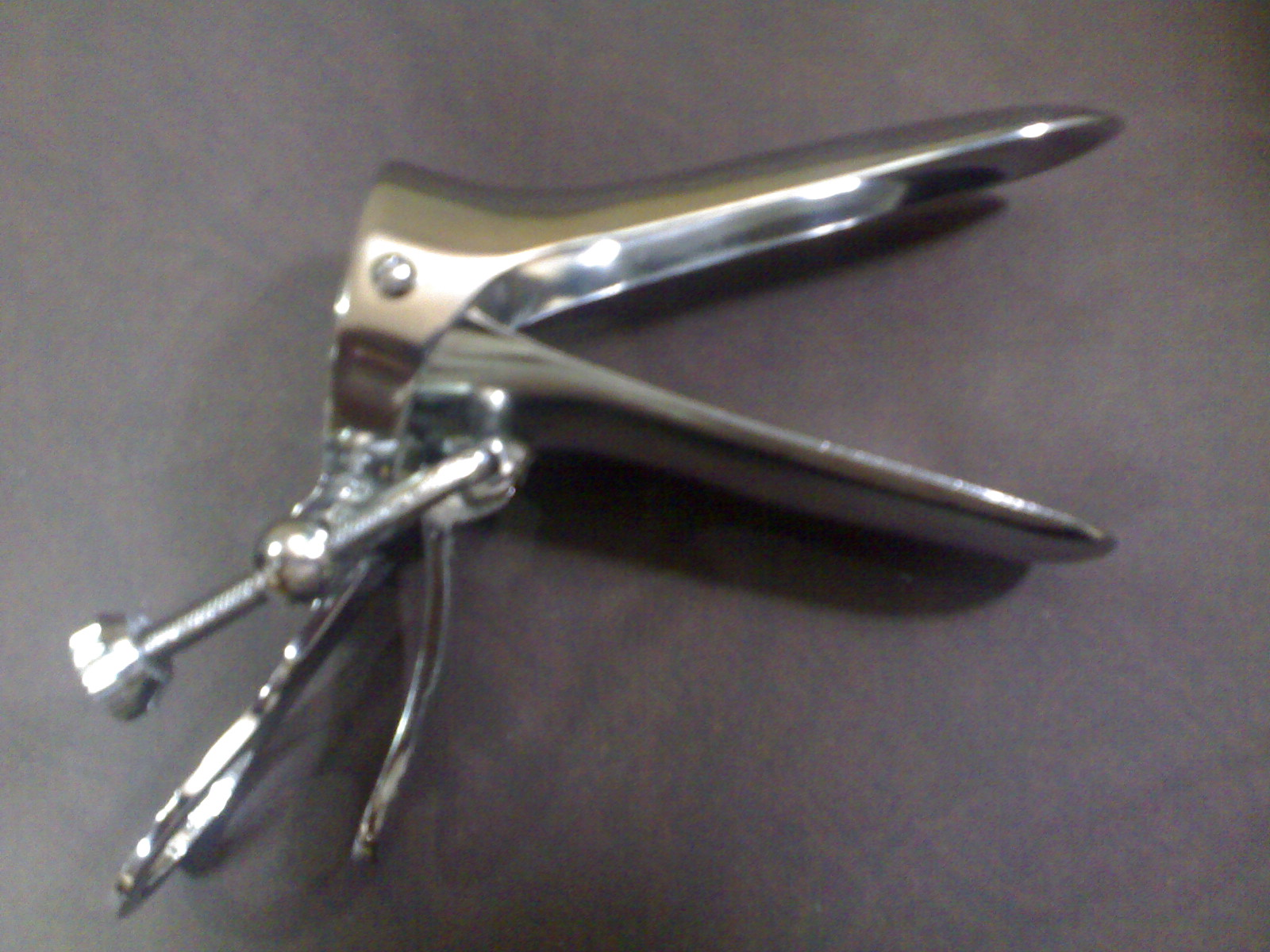
Гинекологическое зеркало Куско для осмотра влагалища и шейки матки

Зеркала — ранорасширители с большой блестящей поверхностью.
У седловидного расширителя имеется площадка, напоминающая седло.
Ранорасширитель Ру — на концах имеет площадки различной ширины и длины, на ручке имеется изогнутый венчик. Чаще всего они применяются для расширения брюшной стенки.
В гинекологии при обследовании используются влагалищные зеркала.

## Полостные расширители
Для расширения в полостях применяются печеночные и почечные ранорасширители. Они также имеют площадки различной длины и ширины. С помощью ранорасширителей края раны удерживаются без помощи рук хирурга и его ассистента. Ранорасширители этого типа бывают замковые, кольцевые, реечные, самодержащие и другие. Ранорасширитель Микулича и трахеорасширитель Труссо принадлежат к замковым ранорасширителям. Ранорасширитель Госсе относится к реечным расширителям.

## Расширители естественных отверстий
- Роторасширитель Розина-Кенига
- Винтовой роторасширитель Гейстера
- Ректальное зеркало Субботина
- Влагалищное зеркало
- Расширитель влагалища[англ.]

## Другие расширители
Имеются еще и другие расширители — дилататоры, при помощи которых проводятся лечебные манипуляции: тупое или насильственное расширение суженных просветов врожденного или приобретенного характера. Эти инструменты еще называют бужами.
Для осмотра мочевого пузыря применяются цистоскопы, которые позволяют осмотреть слизистую, провести различные манипуляции в пузыре, взять биопсию.
Существуют расширители с локальной подсветкой, которые позволяют обеспечить достаточное по интенсивности освещение дна глубокого и узкого разреза. В некоторых случаях светодиодный фонарик прикрепляется к краю зеркала или крючка.. Встречаются также световолоконные расширители.

## В древности
Первые известные ранорасширители использовались ещё в период Римской империи. Об этом свидетельствуют наборы хирургических инструментов, найденные при раскопках древних городов: в «доме хирурга» в Помпеях, в Бадене, Бингене, Херсонесе. В наборы, помимо вышеуказанных ранорасширителей, входили пинцеты, щипцы, захваты, ложки, пилы для костей, хирургические ножи и иглы, катетеры, акушерские зеркала и другие инструменты, использовавшиеся в хирургии и акушерско-гинекологической практике.